# Lexa (The 100)
Lexa (zvaná Leksa kom Trikru) je fiktivní postava z amerického postapokalyptického sci-fi televizního seriálu The 100, premiérově vysílaného v letech 2014–2020 televizní stanicí The CW. Lexa je jedna z vedlejších postav 2. a 3. řady seriálu. Postava Lexy, kterou ztvárnila Alycia Debnam-Carey, se neobjevuje ve stejnojmenné knižní sérii, na níž je seriál založen. Jakožto velitelka spojeneckých klanů „zemšťanů“ (anglicky grounders) je Lexa prověřeným rozumným vůdcem a silným válečníkem. Tragická smrt její přítelkyně Costie ji přesvědčila o tom, že láska je slabost. Postupem času začíná vyjadřovat city pro Clarke Griffin (hranou Elizou Taylor), vůdkyni „lidí z oblohy“ (anglicky sky people). I přesto, že bere v úvahu názory Clarke, pořád dává svůj lid na první místo, a to i na úkor ztráty důvěry Clarke.
Lexa byla skvěle přijata kritiky a fanoušky, kteří ji považují za jednu z nejzajímavějších a nejkomplexnějších postav seriálu, ačkoli se objevila pouze v 15 dílech. Byla zdrojem častých debat, zejména o tom, jak byl její příběh ukončen. Opustit seriál bylo rozhodnutí samotné herečky, avšak fanoušci byli rozhořčeni způsobem, kterým ji tvůrci ze seriálu odepsali. Její vztah s Clarke významně ovlivnil LGBT komunitu a mnoho diváků ji přijalo jako pozitivní a povzbuzující zobrazení přátelství, lásky a zrady. Tento vztah byl však kritizován za zbytečně tragický, což vedlo k národní debatě o tropu „bury your gays“ (doslovný překlad „pohřběte své homosexuály“).